# Ригал (город, Миннесота)
Ригал (англ. Regal) — город в округе Кандийохай, штат Миннесота, США. На площади 1,3 км² (1,3 км² — суша, водоёмов нет), согласно переписи 2002 года, проживают 40 человек. Плотность населения составляет 30,7 чел./км².
- Телефонный код города — 320
- FIPS-код города — 27-53710[1]
- GNIS-идентификатор — 0649916[2]